# Candler-McAfee
Candler-McAfee ist  ein census-designated place (CDP) im DeKalb County im US-Bundesstaat Georgia mit 22.468 Einwohnern (Stand: Volkszählung 2020). 

## Geographie
Der CDP liegt in der Metropolregion Atlanta.

## Demographische Daten
Laut der Volkszählung von 2020 lebten im Ort 22.468 Einwohner. 13,1 % der Bevölkerung bezeichneten sich als Weiße, 80,7 % als Afroamerikaner, 0,2 % als Indianer und 0,6 % als Asian Americans. 1,5 % gaben die Angehörigkeit zu einer anderen Ethnie und 4,0 % zu mehreren Ethnien an. 3,1 % der Bevölkerung bestand aus Hispanics oder Latinos.